# Nathan Gunn
Nathan T. Gunn (South Bend, 26 novembre 1970) è un baritono statunitense.

## Biografia
Ha studiato musica all'Università dell'Illinois - Urbana-Champaign, dove è successivamente tornato in veste di insegnante di canto nel 2007. Dopo gli studi si è esibito in numerosi prestigiosi teatri d'opera, tra cui la Metropolitan Opera House, la Royal Opera House, l'Opera Garnier, la Lyric Opera e il Theater an der Wien. Nel corso della sua carriera ha cantato anche in alcuni allestimenti operistici di musical di Broadway, tra cui il ruolo di Anthony in Sweeney Todd accanto a Bryn Terfel alla Lyric Opera nel 2002 e Carousel con Kelli O'Hara e la New York Philharmonic nel 2013. Nel 2014 si è dedicato anche all'operetta, cantando il ruolo di Danilo ne La vedova allegra al Metropolitan con Renée Fleming e Thomas Allen.

## Repertorio
| Ruolo         | Titolo                    | Autore     |
| ------------- | ------------------------- | ---------- |
| Bénédict      | Béatrice et Bénédict      | Berlioz    |
| Escamillo     | Carmen                    | Bizet      |
| Zurga         | I pescatori di perle      | Bizet      |
| Billy Budd    | Billy Budd                | Britten    |
| Taquinio      | The Rape of Lucretia      | Britten    |
| Ned Keene     | Peter Grimes              | Britten    |
| Eugene Onegin | Eugen Onegin              | Čajkovskij |
| Malatesta     | Don Pasquale              | Donizetti  |
| Belcore       | L'elisir d'amore          | Donizetti  |
| Valentin      | Faust                     | Gounod     |
| Oreste        | Ifigenia in Tauride       | Gluck      |
| Danilo        | La vedova allegra         | Lehár      |
| Ottone        | L'incoronazione di Poppea | Monteverdi |
| Guglielmo     | Così fan tutte            | Mozart     |
| Conte         | Le nozze di Figaro        | Mozart     |
| Papageno      | Il flauto magico          | Mozart     |
| Marcello      | La bohème                 | Puccini    |
| Figaro        | Il barbiere di Siviglia   | Rossini    |
| Anthony       | Sweeney Todd              | Sondheim   |
| Sweeney Todd  | Sweeney Todd              | Sondheim   |
| Harlekin      | Ariadne auf Naxos         | Strauss    |
| Amleto        | Amleto                    | Thomas     |